# ターナー・スタジアム
ターナー・スタジアム（ヘブライ語: אצטדיון טרנר）は、イスラエルのベエルシェバにあるサッカースタジアムである。正式名称はヤコブ・ターナー・トト・スタジアム・ベエルシェバ（ヘブライ語: אצטדיון טוטו באר שבע ע"ש יעקב טרנר）。ヴァセルミル・スタジアムに代わるベエルシェバの新しいスタジアムとして建設された。スタジアム名は元ベエルシェバ市長のヤコブ・ターナーに由来する。
ハポエル・ベエルシェバがホームスタジアムとして使用する。

## 概要
当時、ベエルシェバ市長を務めていたヤコブ・ターナーによって決定された当初の建設計画では収容能力は32,000人だったが、建設費用が高額だったため、実行されなかった。新しく市長に就任したRuvik Danilovichの下で16,000人に削減され、2011年7月に建設が開始された。ヴァセルミル・スタジアム跡地の売却資金、トトの収益が建設費用に充てられる。
スタジアムは収容能力3,000人のバスケットボールコートやトレーニング施設、ブティックホテル、プールなどを備えたスポーツ複合施設の一部である。
スタジアムは2015年8月に完成した。すべてのスタンドを屋根が覆っているスタジアムはイスラエルで2番目となる。ハポエル・ベエルシェバが1959年から2015年までホームスタジアムとして使用したヴァセルミル・スタジアムの名前は、1943年にナチス・ドイツのマイダネク強制収容所で殺害された当時7歳のアーサー・ヴァセルミルに由来する。ヴァセルミルの名前は新スタジアムでも南側スタンドの名前に使用された。南側スタンドはULTRASOUTHと呼ばれる熱狂的なサポーターグループが陣取る場所である。
2015年9月21日に行われたプレミアリーグ第4節のハポエル・ベエルシェバ対マッカビ・ハイファ戦で開場し、0-0で引き分けた。2015-16シーズン最初のホームゲームだった第2節のマッカビ・テルアビブ戦はスタジアムの準備が間に合わず、代わりにテディ・スタジアムで行われていた。